# منهج تقابلي
المنهج التقابلي هو دراسة للغتين أو أكثر أو للهجتين مختلفتين من لغة معينة بهدف إيجاد أوجه الاختلاف.

## تاريخه
منهج حديث مقارنة مع المناهج الأخرى في علم اللسانيات، نشأ هذا المنهج خلال الحرب العالمية الثانية َ1939-1945 قي الولايات المتحدة.
سبب ظهوره هو الحاجة الملحة أنداك لتعلم و تعليم اللغات الأخرى للجنود الامركيين الذين كانوا يقاتلون على جبهات مختلفة في مناطق متعددة من العالم.

## فوائده
أسهم هذا المنهج في تصنيف لغات العالم المختلفة إلى عائلات لغوية متعددة كما ساهم في حل مشكلة التداخل في مجال تعلم اللغات.
الفارق بين المنهجين على النحو التالي:

## الفرق بين المنهج المقارن والمنهج التقابلي
المنهج المقارن أقدم مناهج علم اللغة الحديث، والمنهج التقابلي أحدث المناهج.
المنهج المقارن يبحث في اللغات القديمة والكشوف الأثرية في حين أن المنهج التقابلي يبحث في تعليم اللغات الحديثة.
المنهج المقارن هدفه المقارنة بين لغتين أو أكثر من فصيلة واحدة لبيان شكل اللغة الأم، أما المنهج التقابلي فهو يقابل لغتين من فصيلتين مختلفتين كالعربية والفارسية.
المنهج المقارن يركز على أوجه الاتفاق بين اللغات أما المنهج التقابلي فيركز على أوجه الاختلاف بين اللغات بغرض تعليمي